# Parathesis serrulata
Parathesis serrulata är en viveväxtart som först beskrevs av Olof Swartz, och fick sitt nu gällande namn av Carl Christian Mez. Parathesis serrulata ingår i släktet Parathesis och familjen viveväxter. Inga underarter finns listade i Catalogue of Life.